# Hugo van Look
Hugo van Look (Antwerpen, 9 november 1960) is een Belgisch illustrator. Van Look is bekend van zijn illustraties voor velen boeken van Paul van Loon, waaronder de gehele Dolfje Weerwolfje-reeks en enkele De Griezelbus-boeken. Van Pim Lammers illustreerde hij Op zoek naar een sint (Zwijsen, 2021).
Van Look tekent voor de jeugdtijdschriften Okki, Taptoe, Doremi, Zonnekind en Zonneland.
Van Look studeerde Grafische Vormgeving in Antwerpen en volgde de opleiding Animatiefilm in Gent. In 1988 werd zijn eerste boek uitgebracht: Het gebeurde op zondag, geschreven door Marie-Thérèse Schins-Machleidt.

## Bron
- Leesplein - Hugo van Look

- Digitale Bibliotheek voor de Nederlandse Letteren: look002
- Gemeinsame Normdatei: 143979175
- International Standard Name Identifier: 0000 0000 0184 8346
- Library of Congress Control Number: nb2011006306
- MusicBrainz: f6656bc1-4b2c-40b5-8ac0-6a03d4402c6b
- Nationale Bibliotheek van Tsjechië: xx0272184
- Nederlandse Thesaurus van Auteursnamen: 073716510
- Système universitaire de documentation: 19359871X
- Virtual International Authority File: 32112483
- WorldCat: E39PBJdx6FtmYKV8mpRPhgQpfq